# Tipula (Savtshenkia) nielseni
Tipula (Savtshenkia) nielseni is een tweevleugelige uit de familie langpootmuggen (Tipulidae). De soort komt voor in het Palearctisch gebied.